# 格洛丽亚·科马索德
格洛丽亚·E·科马索德·乌比博尔（英語：Gloria E. Kemasuode Ubiebor，1979年12月30日—）是尼日利亚女子短跑运动员，出生于该国的三角洲州。
2008年夏季奥林匹克运动会，科马索德与阿格尼丝·奥萨祖瓦、奥鲁达莫拉·奥萨耶米和恩·法兰卡·埃多科一起代表尼日利亚，参加女子4×100米接力比赛。预赛中她们在小组中排名第四，落后于比利时、英国和巴西，43.43秒的成绩排在16个参赛国家中的第六名，从而晋级决赛。决赛中哈利玛特·伊斯麦拉代替奥萨祖瓦上场，最终冲刺成绩为43.04秒，仅次于俄罗斯和比利时，获得铜牌。2016年，俄罗斯队因运动员尤利婭·切爾莫尚斯卡婭服用兴奋剂违规而被取消资格并被剥夺金牌，尼日利亚队递补获得银牌。
2009年，因在巴西卡明哈达未通过药检，科马索德被禁止在2009年7月24日至2011年7月23日期间参加比赛。

## 成就
| 年            | 賽事          | 舉辦城市               | 名次          | 記錄          |               |
| 代表 奈及利亞 | 代表 奈及利亞 | 代表 奈及利亞          | 代表 奈及利亞 | 代表 奈及利亞 | 代表 奈及利亞 |
| ------------- | ------------- | ---------------------- | ------------- | ------------- | ------------- |
| 2004          | 奥运会        | 希腊雅典               | 7th           | 4 × 100米接力 | 43.42         |
| 2005          | 世锦赛        | 芬兰赫尔辛基           | 7th           | 4 × 100米接力 | 43.25         |
| 2006          | 非锦赛        | 毛里求斯邦布           | 7th           | 100米         | 12.14         |
| 2006          | 非锦赛        | 毛里求斯邦布           | 2nd           | 4 × 100米接力 | 44.52         |
| 2007          | 全非运动会    | 阿尔及利亚阿尔及尔     | 6th           | 100米         | 11.53         |
| 2008          | 非锦赛        | 埃塞俄比亚亚的斯亚贝巴 | 5th           | 100米         | 11.47         |
| 2008          | 非锦赛        | 埃塞俄比亚亚的斯亚贝巴 | 1st           | 4 × 100米接力 | 43.79         |
| 2008          | 奥运会        | 中国北京               | 2nd           | 4 × 100米接力 | 43.04         |

### 个人最好成绩
- 60 米 - 7.48 秒（2005年）
- 100 米 - 11.21 秒（2002年）
- 200 米 - 23.26 秒（2006年）